# 물진드기과
물진드기과(Haliplidae)는 다리를 교대로 움직여 헤엄치는 수생 딱정벌레의 한 분류이다. 물에서 움직이는 게 서툴며(예를 들면, 물방개과 또는 물땡땡이과와 비교하여), 기어서 걸어다니는 것을 좋아한다. 5개 속에 약 200여 종으로 이루어져 있으며, 담수 서식지에 분포한다. 물진드기상과 (Haliploidea)의 유일한 과이다.

## 하위 속
이 과는 매우 다양하지 않으며 현재는 단지 3개 속, 브리키우스속 (Brychius), 할리플루스속 (Haliplus), 펠토디테스속 (Peltodytes)만을 인정하고 있다. 이 중 펠토디테스속이 가장 선조인 것으로 추정하고 있지만, 독립파생형질의 하나를 지닌다. 나머지 2개 속은 공통적으로 더 공유파생형질을 갖고 있다.
- 물진드기상과 (Haliploidea)
  - 물진드기과 (Haliplidae)
    - 브리키우스속 (Brychius) Thomson, 1859
    - 할리플루스속 (Haliplus) Latreille, 1802
    - 펠토디테스속 (Peltodytes) Regimbart, 1878

## 한국에서 발견되는 종
- 할리플루스속 (Haliplus)
  - 극동큰물진드기 (Haliplus (Liaphlus) basinotatus) Zimmermann
  - 큰물진드기 (Haliplus (Liaphlus) eximius) Clark
  - 애물진드기 (Haliplus (Liaphlus) ovalis) Sharp
  - 샤아프물진드기 (Haliplus (Liaphlus) sharpi) Wehncke
  - 알락물진드기 (Haliplus (Liaphlus) simplex) Clark
- 펠토디테스속 (Peltodytes)
  - 물진드기 (Peltodytes intermedius) (Sharp)
  - 노랑물진드기 (Peltodytes koreanus) Takizawa
  - 중국물진드기 (Peltodytes sinensis) (Hope)